# Förderbank
Förderbanken (auch: Landesförderinstitute) sind Spezialbanken, die öffentliche Mittel im Rahmen spezieller Förderprogramme in Form von Krediten und Zuwendungen weiterleiten.

## Allgemeines
Die Deutsche Bundesbank führt sie in der Bankenstatistik unter dem Sektor „Banken mit Sonderaufgaben“, wobei sie zwischen unselbständigen Abteilungen und Anstalten monetärer Finanzinstitute unterscheidet. Förderinstitute gehören zu den Spezialbanken mit gesetzlichem Auftrag, der in ihrer Satzung verankert ist. Selbständige Förderbanken weisen ausschließlich die Rechtsform der Anstalt des öffentlichen Rechts auf, die weiterhin mit Anstaltslast und Gewährträgerhaftung ihres Trägers ausgestattet sind. Während diese Haftungsmerkmale bei anderen öffentlich-rechtlichen Kreditinstituten (insbesondere bei Landesbanken und Sparkassen) entfallen sind, durften sie nach der Brüsseler Konkordanz vom 17. Juli 2001 bei Förderbanken aufrechterhalten bleiben. Grund ist, dass die Förderbanken durch ihren Förderauftrag kein Wettbewerbsgeschäft betreiben und deshalb nicht in Konkurrenz zu anderen Kreditinstituten stehen. Seit dem 11. April 2002 dürfen die deutschen bundes- und landeseigenen Förderbanken Anstaltslast, Gewährträgerhaftung und/oder staatliche Refinanzierungsgarantien im Rahmen der Verständigung II behalten.

## Rechtsfragen
Förderbanken sind Kreditinstitute, weil sie nach § 1 Abs. 1 Nr. 2 KWG hauptsächlich Kreditgeschäft betreiben und deshalb einer Erlaubnis der Bankenaufsicht BaFin nach § 32 Abs. 1 KWG bedürfen. Da ihre Träger ausschließlich die jeweiligen Länder sind, gehören Förderbanken zu den öffentlich-rechtlichen Kreditinstituten. 

## Förderauftrag
Sie haben satzungsgemäß den öffentlichen Auftrag, das jeweilige Land und seine kommunalen Körperschaften bei der Erfüllung ihrer öffentlichen Aufgaben, insbesondere in den Bereichen der Struktur-, Wirtschafts-, Sozial- und Wohnungspolitik zu unterstützen und dabei Fördermaßnahmen im Einklang mit den Beihilfevorschriften der Europäischen Gemeinschaft durchzuführen und zu verwalten. Hierbei orientieren sie sich am Prinzip der Nachhaltigkeit. Insbesondere sind sie in folgenden Förderbereichen tätig:
- Sicherung und Verbesserung der mittelständischen Wirtschaftsstruktur, insbesondere durch Finanzierungen für Existenzgründungen;
- staatliche soziale Wohnraumförderung;
- Bereitstellung von Risikokapital;
- bauliche Entwicklung der Städte und Gemeinden;
- Infrastrukturmaßnahmen;
- Maßnahmen in der Land- und Forstwirtschaft und im ländlichen Raum;
- UmweltschutzMaßnahmen;
- Technologie-/Innovationsmaßnahmen;
- Maßnahmen rein sozialer Art;
- Maßnahmen kultureller und wissenschaftlicher Art.

## Organisation der Förderinstitute
Auf Landesebene gibt es folgende Förderinstitute:
| Land                   | Name                                                     |
| ---------------------- | -------------------------------------------------------- |
| Baden-Württemberg      | Landeskreditbank Baden-Württemberg – Förderbank (L-Bank) |
| Bayern                 | LfA Förderbank Bayern                                    |
| Berlin                 | Investitionsbank Berlin (IBB)                            |
| Brandenburg            | Investitionsbank des Landes Brandenburg (ILB)            |
| Bremen                 | Bremer Aufbau-Bank (BAB)                                 |
| Hamburg                | Hamburgische Investitions- und Förderbank                |
| Hessen                 | Wirtschafts- und Infrastrukturbank Hessen (WIBank)       |
| Mecklenburg-Vorpommern | Landesförderinstitut Mecklenburg-Vorpommern (LFI)        |
| Niedersachsen          | Investitions- und Förderbank Niedersachsen (NBank)       |
| Nordrhein-Westfalen    | NRW.Bank                                                 |
| Rheinland-Pfalz        | Investitions- und Strukturbank Rheinland-Pfalz (ISB)     |
| Saarland               | Saarländische Investitionskreditbank (SIKB)              |
| Sachsen                | Sächsische Aufbaubank                                    |
| Sachsen-Anhalt         | Investitionsbank Sachsen-Anhalt                          |
| Schleswig-Holstein     | Investitionsbank Schleswig-Holstein                      |
| Thüringen              | Thüringer Aufbaubank                                     |

Auf Bundesebene fungieren die Kreditanstalt für Wiederaufbau (KfW) und die Landwirtschaftliche Rentenbank als nationale Förderbanken. Die KfW ist die weltweit größte nationale Förderbank sowie nach Bilanzsumme die drittgrößte Bank Deutschlands. Ihre Gesellschafter sind die Bundesrepublik Deutschland (80 %) und die Länder (20 %). Sie führt sowohl nationale wie auch internationale Förderprogramme durch.

## Fördermittelvergabe
Die Begünstigten können meist nicht direkt mit den Förderinstituten in Kontakt treten, sondern müssen die Förderanträge über ihre Hausbank leiten. Diese reicht den Förderantrag mit ihrer Stellungnahme an das Förderinstitut weiter, das nach Prüfung anhand der Förderrichtlinien eine Kreditzusage erstellt, die der Hausbank zugeleitet wird. Diese fertigt einen eigenen Kreditvertrag, der auf der Kreditzusage basiert. Dieser und die Förderbedingungen sind Kreditbedingungen, die der Antragsteller erfüllen muss. Auch die spätere Auszahlung der Fördermittel geschieht über die Hausbank, die diese als kongruente Refinanzierung für ihre eigene Kreditauszahlung einsetzt. Insbesondere kommt es bei der Auszahlung auf die Einhaltung des vorgesehenen Verwendungszwecks an, dessen Erfüllung sich die Förderbanken meist durch einen Verwendungsnachweis bestätigen lassen.